# Щити (Паєнчанський повіт)
Щити (пол. Szczyty) — село в Польщі, у гміні Дзялошин Паєнчанського повіту Лодзинського воєводства.
Населення — 822 особи (2011).
У 1975-1998 роках село належало до Серадзького воєводства.

## Демографія
Демографічна структура станом на 31 березня 2011 року:
|          | Загалом | Допрацездатний вік | Працездатний вік | Постпрацездатний вік |
| -------- | ------- | ------------------ | ---------------- | -------------------- |
| Чоловіки | 410     | 74                 | 292              | 44                   |
| Жінки    | 412     | 79                 | 241              | 92                   |
| Разом    | 822     | 153                | 533              | 136                  |